# Riccardo Festa
Riccardo Festa (Orzinuovi, 19 giugno 1975) è un attore italiano, conduttore televisivo e conduttore radiofonico.

## Biografia
Dopo essersi diplomato alla scuola Quelli di Grock prosegue la sua formazione in seminari tra i quali quelli di: Lella Heins, Serena Sinigaglia, Mamadou Djoume, Robero Lun e Danio Manfredini. Comincia quindi la sua carriera artistica in teatro, recitando nel 1999 in Edoardo II e Maybe, spettacoli diretti da Brunella Andreoli. Successivamente lavora nell'Amleto di Gaddo Bagnoli e con Wyn Johnes, della Guildhall School of Music and Drama di Londra, nella messinscena di Closer di Patrick Marber.
Sempre in ambito teatrale a Orzinuovi, è regista e drammaturgo della Compagnia URTeatro, per la quale scrive, dirige e interpreta nel 2007, l'opera teatrale in lingua dialettale e italiano Ameleto dei porselli, prodotto presso la Fondazione Castello di Padernello, e rappresentata nei teatri e festival di Brescia, Milano e Roma. Nel 2011, alla finale del Fantasio Festival Internazionale di Regia Teatrale al Teatro Modena di Genova, vince il Premio di Regia Teatrale con l'opera Piccolo Tell. Nel 2012 è in tournée con I quindicimila passi, tratto da un'opera di Vitaliano Trevisan, e nel 2013 dirige Storia delle teste tagliate.
Dal 2004 al 2010 conduce programmi per il canale satellitare Coming Soon Television tra i quali Prendiamoci per il culto e Siamo Stati Uniti con Pierpaolo Benigni.
Appare in alcuni spot pubblicitari e fiction, tra le quali La squadra, Carabinieri 5, Un ciclone in famiglia 2, R.I.S. 2 - Delitti imperfetti, Terapia d'urgenza e Un posto al sole, in cui copre il ruolo del dottor Alberto Marotta.
Esordisce al cinema nel 2006 con A casa nostra di Francesca Comencini.
Tra il 2010 e il 2013 conduce programmi radiofonici fra i quali: Radio Feccia  su Radio Città Aperta, CinemHype su Radio Rai, in coppia con Pierpaolo Benigni.
Dal 2015 interpreta il papà di Nicole nella sitcom Alex & Co..

## Teatrografia
- La piccola città di T. Wilder, regia di F. Ghirardini (1994)
- Romolo il grande di F. Durenmatt, regia di F. Ghirardini (1995)
- Il congresso degli uccelli, regia di F. Ghirardini (1996)
- Parliamo tanto di noi, ispirato all'opera di Zavattini, regia di Gaddo Bagnoli (1998)
- C'è del metodo in questa follia, collage di pezzi tratti da opere di William Shakespeare, con il gruppo teatrale I Mercenari (1999)
- Edoardo II, regia di Brunella Andreoli (1999)
- May be, musical di Pino Scarpettini, regia di Brunella Andreoli (1999)
- Shakespeare in rocca, collage di pezzi tratti da opere di Shakespeare, con il gruppo teatrale I Mercenari (1999)
- Nero, spettacolo prodotto dalla compagnia Quelli di Grock (2001)
- R.I.P. di Magdalena Barile, co-regia (2001)
- Amleto, con l'associazione culturale Scimmie nude, regia di Gaddo Bagnoli (2003)
- Notte di guerra, scritto e diretto da Riccardo Festa (2004)
- Deciderò in ascensore, regia di Marco Bracco (2004)
- Ameleto dei Porselli, regia di Riccardo Festa (2007)
- La guardiana di oche, regia di Cecilia De Giuli (2010)
- Piccolo Tell, regia propria (2011)
- I quindicimila passi (2012)
- Storia delle teste tagliate  (2013)
- Amleto - Come un racconto - monologo teatrale nell'ambito delle serate di Soncino (2013)
- Canto alla Luna - azione musicale sulle musiche di Fabrizio De Rossi Re (2013)

## Filmografia

### Cinema
- A casa nostra, regia di Francesca Comencini (2006)
- Daitona , regia di Lorenzo Giovenga (2018)

### Televisione
- La squadra 3, registi vari - Serie TV - Rai 3 - Episodio: 81, regia di Mauro Casiraghi (2003)
- Camera Café 2 - Sit-com - Italia 1 (2004)
- Regina dei fiori, regia di Vittorio Sindoni - Miniserie TV - Rai 1 (2005)
- Un ciclone in famiglia 2, regia di Carlo Vanzina - Miniserie TV - Canale 5 (2006)
- R.I.S. 2 - Delitti imperfetti, regia di Alexis Sweet - Serie TV - Canale 5, episodio 2x05 (2006)
- Carabinieri 5, regia di Sergio Martino - Serie TV - Canale 5 (2006)
- Terapia d'urgenza, regia di Gianpaolo Tescari e Lucio Gaudino - Serie TV - Rai 2 (2008)
- Un posto al sole, registi vari - Soap opera - Rai Tre (2009-2012)
- Rex 4, regia di Marco Serafini e Andrea Costantini - Serie TV - Rai 1 (2011)
- 6 passi nel giallo - Souvenirs, regia di Lamberto Bava - Film TV - Canale 5 (2012)
- Don Matteo 9, episodio 23 "Una favola vera", regia di Monica Vullo - Serie TV - Rai 1 (2014)
- Alex & Co. - Serie TV - Disney Channel (2015, 2017)
- Studio Battaglia, episodio 5, regia di Simone Spada - Serie TV - Rai 1 (2022)

### Radio
- E... state con noi e Ieri, oggi...e domani? - condotto in coppia con Maria Cristina Zoppa - Webradio WR7 (2010)
- Radio Feccia - condotto in coppia con Pierpaolo Benigni - Radio Città Aperta (2010-2012)
- Hype - conduttore - Webradio WR8  - RadioRai (2011-2012)
- CinemHype - condotto con Pierpaolo Benigni - Webradio WR8  - RadioRai (2012-2013)
- Unestate - radiodramma - RadioRai Internazionale e Isoradio (2012)
- Serata Differita Live - condotto con Pierpaolo Benigni - Webradio WR8 (2013)